# 9193 Geoffreycopland
9193 Geoffreycopland eller 1992 ED1 är en asteroid i huvudbältet som upptäcktes den 10 mars 1992 av den brittiske astronomen Duncan Steel vid Siding Spring-observatoriet. Den är uppkallad efter Geoffrey M. Copland.
Den tillhör asteroidgruppen Eunomia.